# Anomis texana
Anomis texana là một loài bướm đêm trong họ Erebidae.